# Reunión de Alto Nivel sobre Refugiados y Migrantes
La Asamblea General de las Naciones Unidas acogerá una reunión de alto nivel para analizar los grandes desplazamientos de refugiados y migrantes, con el fin de unir a los países en torno a un enfoque más humanitario y coordinado.

## Reunión de Alto Nivel sobre Refugiados y Migrantes
La jornada será el lunes 19 de septiembre de 2016 en la Sede de las Naciones Unidas en Nueva York.

Reunión de Alto Nivel sobre Refugiados y Migrantes
Esta es la primera vez que la Asamblea General ha convocado una reunión a nivel de Jefes de Estado y de Gobierno sobre los grandes desplazamientos de refugiados y migrantes, oportunidad histórica para elaborar un plan detallado que permita formular una mejor respuesta internacional. Se trata de un momento decisivo para reforzar la gobernanza de la migración internacional y una oportunidad única para crear un sistema más responsable y predecible de respuesta a los grandes desplazamientos de refugiados y migrantes.
La reunión de alto nivel está siendo organizada por el Presidente de la Asamblea General en representación de los Estados Miembros.
Organización de las Naciones Unidas